# تروي لويس
تروي لويس (15 مارس 1966 في الولايات المتحدة - ) (بالإنجليزية: Troy Lewis)‏ هو لاعب كرة سلة أمريكي في مركز مدافع مسدد الهدف. لعب مع كواد سيتي ثندر.

## وصلات خارجية
- تروي لويس على موقع كلية كرة السلة في سبورتس رفرنس.كوم (الإنجليزية)
- تروي لويس على موقع ريلجم (الإنجليزية)